# برايان باتريك أوتول
برايان باتريك أوتول (بالإنجليزية: Brian Patrick O'Toole)‏ هو منتج أفلام وكاتب سيناريو أمريكي، ولد في 2 مايو 1963.

## وصلات خارجية
- برايان باتريك أوتول على موقع IMDb (الإنجليزية)
- برايان باتريك أوتول على موقع ألو سيني (الفرنسية)
- برايان باتريك أوتول على موقع أول موفي (الإنجليزية)
- برايان باتريك أوتول على موقع قاعدة بيانات الفيلم (الإنجليزية)
- برايان باتريك أوتول على موقع كينوبويسك (الروسية)